# مدفوع انسان

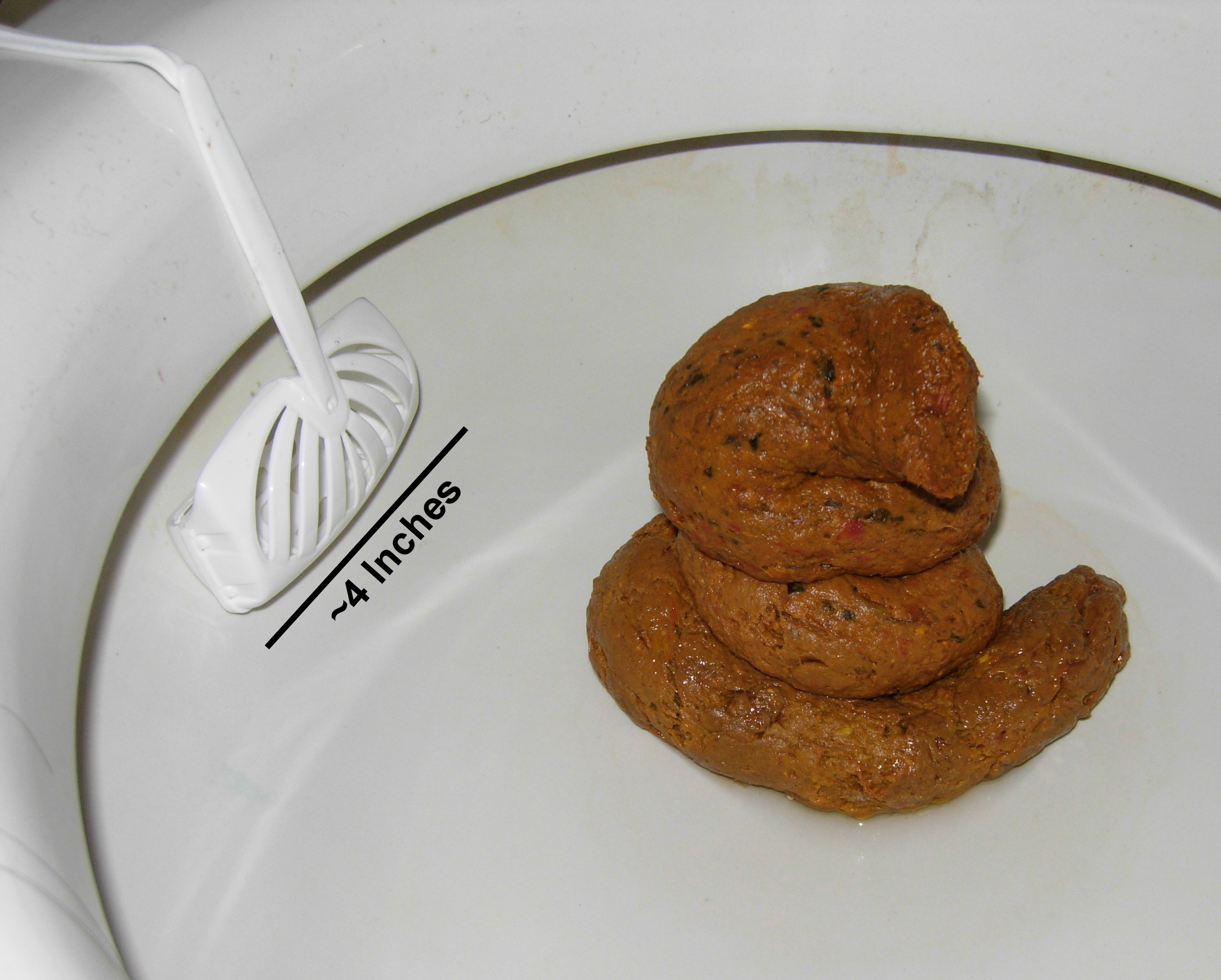
عکس مدفوع انسان در توالت، اندکی پس از دفع مدفوع

مدفوع انسان (به انگلیسی: Human feces) (یا مدفوع (faeces) در انگلیسی بریتانیایی) بقایای جامد یا نیمه‌جامد غذایی است که نمی‌توان آن را در روده کوچک انسان هضم یا جذب کرد، اما توسط باکتری‌های روده بزرگ بیشتر تجزیه شده‌است. همچنین دارای باکتری‌ها و مقدار نسبتاً کمی از مواد پسماند متابولیک مانند بیلی‌روبین تغییر یافته باکتریایی و سلول‌های اپیتلیال مرده از پوشش روده است. در طی فرآیندی به نام دفع مدفوع (اجابت مزاج) از طریق مقعد تخلیه می‌شود.
مدفوع انسان شباهت‌هایی به مدفوع جانوران دیگر دارد و از نظر ظاهری (به عنوان مثال اندازه، رنگ، بافت)، با توجه به وضعیت رژیم غذایی، سیستم گوارشی و سلامت عمومی به‌طور چشمگیری متفاوت است. به‌طور معمول مدفوع انسان نیمه‌جامد با پوشش مخاطی است. گاهی می‌توان تکه‌های کوچکی از مدفوع سخت‌تر و کمتر مرطوب را دید که در انتهای دیستال (نهایی یا پایینی) نهفته شده‌اند. زمانی که اجابت مزاج قبلی ناقص باشد و مدفوع از راست روده به روده بزرگ بازگردانده شود، این یک اتفاق طبیعی است، جایی که آب بیشتر جذب می‌شود.
در ادبیات پزشکی، اصطلاح " مدفوع " (stool) بیشتر از "مدفوع" (faeces) به کار می‌رود. اگرچه نجس است ولی اگر عین نجاست برطرف شود پاک خواهد شد.

### نشانگرهای مدفوع
مدفوع را می‌توان برای نشانگرهای مختلفی که نشان‌دهندهٔ بیماری‌ها و شرایط مختلف هستند تجزیه و تحلیل کرد. به عنوان مثال، سطوح کالپروتکتین مدفوع نشان‌دهندهٔ یک فرایند التهابی مانند بیماری کرون، کولیت اولسراتیو و نئوپلاسم‌ها (سرطان) است.
| نشانگر      | نوع بیمار | حد بالا | واحد                  |
| کالپروتکتین | ۲–۹ سال   | 166     | میکروگرم بر گرم مدفوع |
| کالپروتکتین | ۱۰–۵۹ سال | 51      | میکروگرم بر گرم مدفوع |
| کالپروتکتین | ≥ ۶۰ سال  | 112     | میکروگرم بر گرم مدفوع |
| لاکتوفرین   | ۲–۹ سال   | 29      | میکروگرم بر گرم مدفوع |
| لاکتوفرین   | ≥ ۱۰ سال  | 4.6     | میکروگرم بر گرم مدفوع |

همچنین، مدفوع ممکن است برای هر گونه خون پنهان مدفوعی، که نشان‌دهندهٔ خونریزی گوارشی است، تجزیه و تحلیل شود.